# Sea Challenger (schip, 2014)
De Sea Challenger is een schip speciaal gebouwd voor de constructie van offshore windturbineparken. Het behoort tot de vloot van het Deense bedrijf A2SEA A/S, gespecialiseerd in de bouw en het onderhoud van offshore windturbines. A2SEA behoort tot de groep Dong Energy.
De Sea Challenger is het zusterschip van de Sea Installer.
Het schip werd besteld in 2012 en kwam in 2014 in dienst. De eerste taak was het transport en de installatie van de turbines in het Westermost Rough windturbinepark voor de kust van Yorkshire (Engeland).
De Sea Challenger is een varend hefplatform. Eens ter bestemming kan het schip zichzelf met een hydraulisch systeem opkrikken aan vier poten die 82,5 m lang zijn. Het schip kan zo opereren in water tot 55 m diepte. Het maximaal gewicht hierbij is 19.200 ton.
Het schip kan 35 personen vervoeren. Het heeft een helikopterdek van 22,2 m breed voor helikopters tot 12,8 ton, dat ook gebruikt kan worden als het schip opgekrikt is.